# Svjetska glazba
Svjetska glazba ili glazba svijeta (engleski: world music), općenito govoreći je glazba raznih svjetskih kultura, a naziv je skovao početkom 1960-ih etnomuzikolog Robert E. Brown (1927. – 2005.). Osamdesetih godina 20. stoljeća usvojen je kao pojam koji karakterizira glazbene snimke ne-engleske glazbe objavljene u Velikoj Britaniji i Sjedinjenim Državama.

## Početci
Ova, u to vrijeme kontroverzna kategorija, prije svega je upotrebljavana u globalnoj glazbenoj industriji koja je vremenom objedinila glazbu izuzetno raznolikih izvora kao što su tuvanski grleni pjevači, zimbabvejski bubnjarski i gitarski sastavi i pakistanski qawwalī glazbena i vokalna izvedba (sufijskih izvođača), kao i neuobičajeni zapadni narodni glazbenici kao što su Kadžunski violinisti ili havajski gitaristi - (havajska slack-key gitara).
- Tuvanski Alash ansambl grlenih pjesama
- Ngoma bubnjevi u Zimbabveu
- Faiz Ali Faiz, qawwali na koncertu uživo

## Rana povijest
Nastanak svjetske glazbe može se datirati od 1982. do 1983. kada su britanski i američki promotori, diskografske kuće, distributeri i trgovine, kao i pojedini novinari i emiteri, počeli promovirati glazbu iz drugih zemalja, posebno afričku, koja je u to vrijeme bila gotovo sinonim za svjetsku glazbu. Najjasniji znak sve većeg zanimanja za afričku glazbu bio je uspjeh nigerijskog vođe benda King Sunny Adea, čija su se prva dva međunarodno izdana albuma za Island Records prodala u više od 100.000 primjeraka u SAD-u od 1983. do 1984. godine.
Sam izraz svjetska glazba usvojila je skupina britanskih neovisnih izdavačkih kuća iz razloga što je vjerovala da će dobiti bolji pristup trgovinama ploča i veće priznanje medija ako se slože u formaliziranju jednog generičkog naziva. Njihovo nastojanje je bilo da okupe razne stilove koji su uključivali glazbu, ne samo onu iz svih područja Afrike, već i one iz Istočne Europe, Azije, Australije Južne i Srednje Amerike te s Kariba.

## Razvoj
U svojim početcima svjetska glazba je imala ograničeni opticaj u smislu globalno prihvaćenog pojma, i kretao se u rasponu od turističkih suvenira do terenskih snimaka etnomuzikologa u Africi, Aziji i drugdje. Iako su konzervativni tradicionalisti tvrdili da se nijedan glazbeni stil ne može identificirati s pojmom "svjetska glazba", taj je pojam prihvaćen kako bi se "strana" glazba približila glavnom toku zapadne popularne glazbe. Povijest svjetske glazbe je na mnogo načina evoluirala kroz marketing strane glazbe koju promiču zapadne diskografske kuće. Unatoč komercijalnom podrijetlu početkom devedesetih, taj je pojam potaknuo promjenu svijesti glazbenika i producenata, tako da je svjetska glazba postala vjerodostojni glazbeni žanr. Globalno prihvatanje svjetske glazbe kao ženra došlo je 1990. godine, kada je utjecajni američki tjednik Billboard predstavio svjetsku glazbenu kartu. Godinu dana kasnije Nacionalna akademija snimane umjetnosti i znanosti dodala je svjetsku glazbenu kategoriju svojim nagradama Grammy.